# Tron: Legacy (ścieżka dźwiękowa)
Tron: Legacy – ścieżka dźwiękowa do filmu Tron: Dziedzictwo wydany 6 grudnia 2010 przez wytwórnię Walt Disney Records. Jest to pierwsza ścieżka filmowa w wykonaniu francuskiego duetu Daft Punk.
W filmie znalazły się również piosenki "Separate Ways (Worlds Apart)" autorstwa Journey i "Sweet Dreams (Are Made of This)" zespołu Eurythmics. Piosenki te nie znalazły się na powyższym albumie.

## Lista utworów
Wydanie standardowe
| #   | Tytuł                      | Czas |
| --- | -------------------------- | ---- |
| 1.  | "Overture"                 | 2:28 |
| 2.  | "The Grid"                 | 1:37 |
| 3.  | "The Son of Flynn"         | 1:35 |
| 4.  | "Recognizer"               | 2:38 |
| 5.  | "Armory"                   | 2:03 |
| 6.  | "Arena"                    | 1:33 |
| 7.  | "Rinzler"                  | 2:18 |
| 8.  | "The Game Has Changed"     | 3:25 |
| 9.  | "Outlands"                 | 2:42 |
| 10. | "Adagio for Tron"          | 4:11 |
| 11. | "Nocturne"                 | 1:42 |
| 12. | "End of Line"              | 2:36 |
| 13. | "Derezzed"                 | 1:44 |
| 14. | "Fall"                     | 1:23 |
| 15. | "Solar Sailer"             | 2:42 |
| 16. | "Rectifier"                | 2:14 |
| 17. | "Disc Wars"                | 4:11 |
| 18. | "C.L.U."                   | 4:39 |
| 19. | "Arrival"                  | 2:00 |
| 20. | "Flynn Lives"              | 3:22 |
| 21. | "Tron Legacy (End Titles)" | 3:18 |
| 22. | "Finale"                   | 4:23 |

Wydanie specjalne (Bonus CD)
| #  | Tytuł            | Czas |
| -- | ---------------- | ---- |
| 1. | "ENCOM, Part I"  | 3:53 |
| 2. | "ENCOM, Part II" | 2:18 |
| 3. | "Round One"      | 1:41 |
| 4. | "Castor"         | 2:19 |
| 5. | "Reflections"    | 2:42 |

iTunes bonusowe utwory
| #   | Tytuł               | Czas |
| --- | ------------------- | ---- |
| 23. | "Father and Son"    | 3:12 |
| 24. | "Outlands, Part II" | 2:53 |

Amazon MP3 bonusowe utwory
| #   | Tytuł               | Czas |
| --- | ------------------- | ---- |
| 23. | "Sea of Simulation" | 2:41 |

Nokia Ovi bonusowe utwory
| #   | Tytuł             | Czas |
| --- | ----------------- | ---- |
| 23. | "Sunrise Prelude" | 2:50 |

## Pozycje na listach
| Listy (2010)                 | Najwyższe pozycje |
| ---------------------------- | ----------------- |
| Australian Albums Chart      | 18                |
| Canadian Albums Chart        | 17                |
| German Downloads Chart       | 4                 |
| Irish Albums Chart           | 48                |
| Italy Albums Chart           | 41                |
| Swedish Albums Chart         | 45                |
| UK Dance Chart               | 1                 |
| UK Albums Chart              | 39                |
| U.S. Billboard 200           | 4                 |
| U.S. Digital Albums          | 1                 |
| U.S. Dance/Electronic Albums | 1                 |
| U.S. Soundtrack Albums       | 1                 |